# 11101 Českáfilharmonie
11101 Českáfilharmonie là một tiểu hành tinh vành đai chính với cận điểm quỹ đạo là 2.3793721 AU. Nó có độ lệch tâm là 0.0920961 và chu kỳ quỹ đạo là 1549.6447418 ngày (4.24 năm). It có vận tốc quỹ đạo trung bình là 18.39346637 km/s và độ nghiêng quỹ đạo là 13.51412°.
Nó được phát hiện ngày 17 tháng 9 năm 1995 ở Ondrejov Observatory.